# Astragalus ahmed-adlii
Astragalus ahmed-adlii är en ärtväxtart som beskrevs av Joseph Friedrich Nicolaus Bornmüller och Erwin Gauba. Astragalus ahmed-adlii ingår i släktet vedlar, och familjen ärtväxter. Inga underarter finns listade i Catalogue of Life.